# Culture Brain
Culture Brain Inc. (株式会社カルチャーブレーン Kabushiki-gaisha Karuchā Burēn?) är en japansk datorspelutvecklare och utgivare grundad den 5 oktober 1980. År 2016 döptes de om sig till Culture Brain Excel.

### Fotnoter
1. ↑  ”Culture Brain USA, Inc. (Company) - Giant Bomb” (på engelska). Giant Bomb. https://www.giantbomb.com/culture-brain-inc/3010-160/. Läst 24 juli 2018.